# Ginés Marín
Ginés Marín Méndez (Jerez de la Frontera; 28 de marzo de 1997) es un torero español. Ha salido por la puerta grande de Las Ventas en dos ocasiones. Afincado en Extremadura, fue alumno de la Escuela Taurina de Badajoz desde el año 2010 hasta 2013. Tras quedar líder del escalafón de novilleros en el año 2015, tomó la alternativa  en la Feria de Pentecostés de Nimes de 2016 con Morante de la Puebla como padrino y David Mora de testigo. Salió por la puerta grande de Madrid en su confirmación de alternativa en Las Ventas tras desorejar a "Barberillo" de la ganadería Alcurrucén

## Biografía

### Infancia
Nació en Jerez de la Frontera, Cádiz y hasta los 8 años vivió en Medina Sidonia, tras lo cual se trasladó con su familia a Olivenza, Badajoz. Su afición taurina procede de su ámbito familiar ya que su padre, Guillermo Marín, es un gran aficionado y picador de toros, que además actúa en su cuadrilla. 

### Carrera profesional
Se formó en la escuela taurina de la Diputación de Badajoz entre 2010 y 2013. Debutó en público en Ledesma en el año 2013, ese mismo año obtuvo el premio entregado por el ciclo de novilladas de las escuelas taurinas andaluzas. Su primera actuación con picadores tuvo lugar en 2014 en Olivenza. 
Tras quedar líder del escalafón de novilleros en el año 2015, tomó la alternativa el 15 de mayo de 2016 en la Feria de Pentecostés de Nimes, Francia, acompañado por Morante de la Puebla como padrino y David Mora de testigo, cortando una oreja al toro Zalduendo. En noviembre de 2016 confirmó la alternativa en México ante el toro Caballero de Juan Pablo Llaguno.
El 25 de mayo de 2017 confirmó su alternativa en laplaza de toros de las Ventas en Madrid, ante toros de la ganadería de Alcurrucén, acompañado por El Juli y Álvaro Lorenzo, cortando 2 orejas tras una extraordinaria faena al toro "Barberillo" de Alcurrucén que destacó por su bravura, casta y acometividad.
El 12 de julio de 2017 toreó una corrida en la Feria de Pamplona, obteniendo como trofeo 2 orejas en el 6.º de la tarde, el toro Gaditano de la ganadería Toros de Cortés. Por esta faena fue declarado triunfador de la Feria del Toro de Pamplona 2017.
La temporada 2019 fue muy completa, con triunfos importantes, ocupando el segundo puesto en el escalafón de matadores de toros.
Arrancó la temporada 2020 cortando 5 orejas en la Feria de Olivenza, declarándose triunfador. Este fue uno de los últimos festejos celebrados en España antes de la crisis sanitaria ocasionada por el Covid-19.
Comenzó la temporada 2021 matando por primera vez en su carrera un toro de la ganadería Miura, al que cortó una oreja en Morón de la Frontera. 
En un año marcado por la crisis sanitaria, Ginés Marín actuó en 22 festejos taurinos con triunfos importantes en plazas como Leganés, Vistalegre, Badajoz, Santander, Gijón y Albacete entre otras.
Cerró la temporada el 12 de octubre en la Corrida del Día de la Hispanidad en Las Ventas, donde desoreja al toro célebre Secretario, el sexto de Alcurrucén, tras una faena histórica. Ginés Marín abrió la Puerta Grande de Las Ventas por segunda vez en su carrera.

## Estadística
| Temporada | Festejos | Orejas | Rabos | Puertas Grandes | Toros lidiados |
| --------- | -------- | ------ | ----- | --------------- | -------------- |
| 2016      | 17       | 28     | 0     | 9               | 34             |
| 2017      | 44       | 60     | 0     | 20              | 90             |
| 2018      | 35       | 39     | 0     | 12              | 71             |
| 2019      | 42       | 63     | 5     | 20              | 84             |
| 2020      | 2        | 7      | 0     | 2               | 5              |
| 2021      | 22       | 51     | 3     | 15              | 45             |
| 2022      | 30       | 50     | 3     | 15              | 63             |
| 2023      | 28       | 46     | 1     | 16              | 54             |
| 2024      | 28       | 36     | 1     | 10              | 56             |

| Temporada | Festejos | Orejas | Rabos | Puertas Grandes | Toros lidiados |
| --------- | -------- | ------ | ----- | --------------- | -------------- |
| 2016      | 6        | 1      | 0     | 0               | 12             |
| 2017      | 9        | 6      | 0     | 2               | 18             |
| 2018      | 9        | 4      | 0     | 1               | 18             |
| 2019      | 6        | 5      | 0     | 2               | 12             |
| 2020      | 1        | 2      | 0     | 1               | 2              |
| 2022      | 1        | 2      | 0     | 1               | 2              |
| 2023      | 3        | 4      | 0     | 2               | 6              |
| 2024      | 7        | 8      | 0     | 2               | 14             |